# Сатанов
Са́танов (укр. Са́танів) — посёлок в Хмельницком районе Хмельницкой области Украины.

## Географическое положение
Посёлок расположен на реке Збруч (приток Днестра), на территории национального парка Подольские Товтры на границе с Тернопольской областью.

## История
Известный в исторических документах с 1404 года Сатанов входил в состав Великого княжества Литовского, Речи Посполитой, Османской и Российской империй, Украинской Народной Республики, Советского Союза, а после распада последнего находится в составе независимой Украины. Городок над Збручем и его округа были ареной боевых действий во время восстания Хмельницкого, Первой мировой войны, Революции и Гражданской войны 1917—1921 годов, Второй мировой войны. Как отметила Екатерина Липа, «история Сатанова — это типичная история небольшого порубежного города-крепости, в которой периоды ужасных разрушений сменялись периодами процветания, расцвета торговли и ремёсел».
Сатанов был деревней, городком, городом, снова городком, а в 1938 году за ним закрепился статус посёлка городского типа. В свое время он пользовался Магдебургским правом, с конца 1920-х по 1959 годы был районным центром.
В 1985 году Сатанов признан курортом республиканского значения. В 2001 году он вошёл в Список исторических населённых мест Украины. Сатанов является частью одного из семи природных чудес Украины — крупнейшего в Европе национального природного парка «Подольские Товтры», созданного 27 июня 1996 года.

### XV век
Точная дата основания Сатанова неизвестна. Древнейшее письменное упоминание о нём приходится на 1404 год. Впервые поселение с названием «Schathanow» зафиксировано в грамоте польского короля Владислава II Ягайло, изданной 3 марта (по действующему сегодня григорианскому календарю — 12 марта) 1404 года краковскому подстолию Петру Шафранцу. Эту грамоту, написанную на латыни, опубликовали в 1894 году в втором томе восьмой части «Архива Юго-Западной России», который в Киеве выдавала Временная комиссия по упорядочению древних актов, основанная при киевском, подольском и волынском генерал-губернаторе. Документы указанного тома подготовил к печати Михаил Грушевский. Грамота приведена по копии, вписанной в 1564 году в книгу ревизии привилегий на землю. Во время публикации грамоты эта книга хранилась в Московском архиве Министерства юстиции, а ныне хранится в Главном архиве древних актов в Варшаве в фонде Литовской Метрики.
- 1431 — Сатанов и Зиньков переходят к Петру Одровонжу; с того времени Сатановские земли принадлежали Одровонжам, их потомкам и наследникам более 300 лет.
- 1442 — Сатанов получает статус городка.

### 1569—1793
Сатанов — один из приграничных посёлков, которые составляют укреплённую оборонительную линию польско-литовского государства на его южной границе.

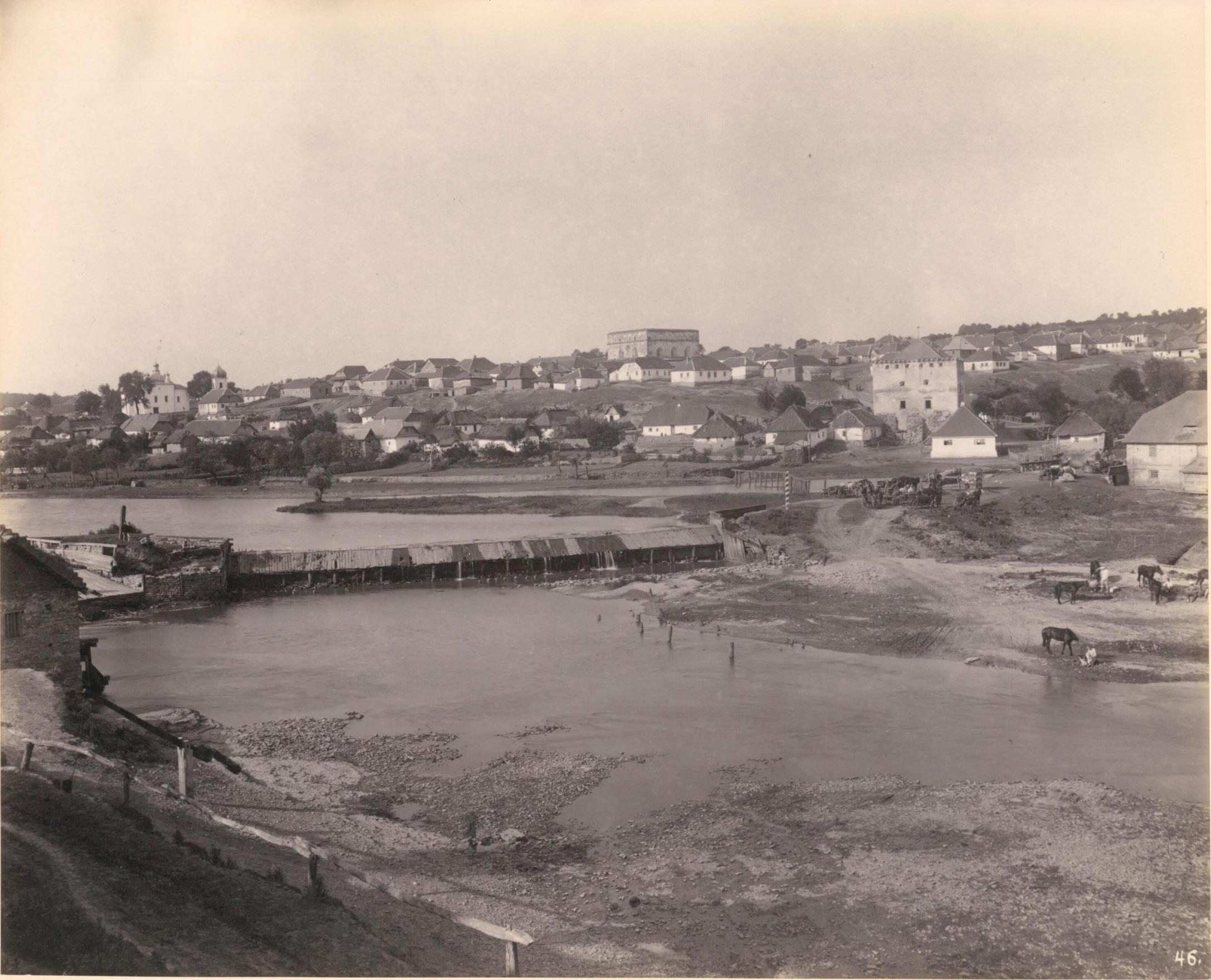
Сатанов, 1890

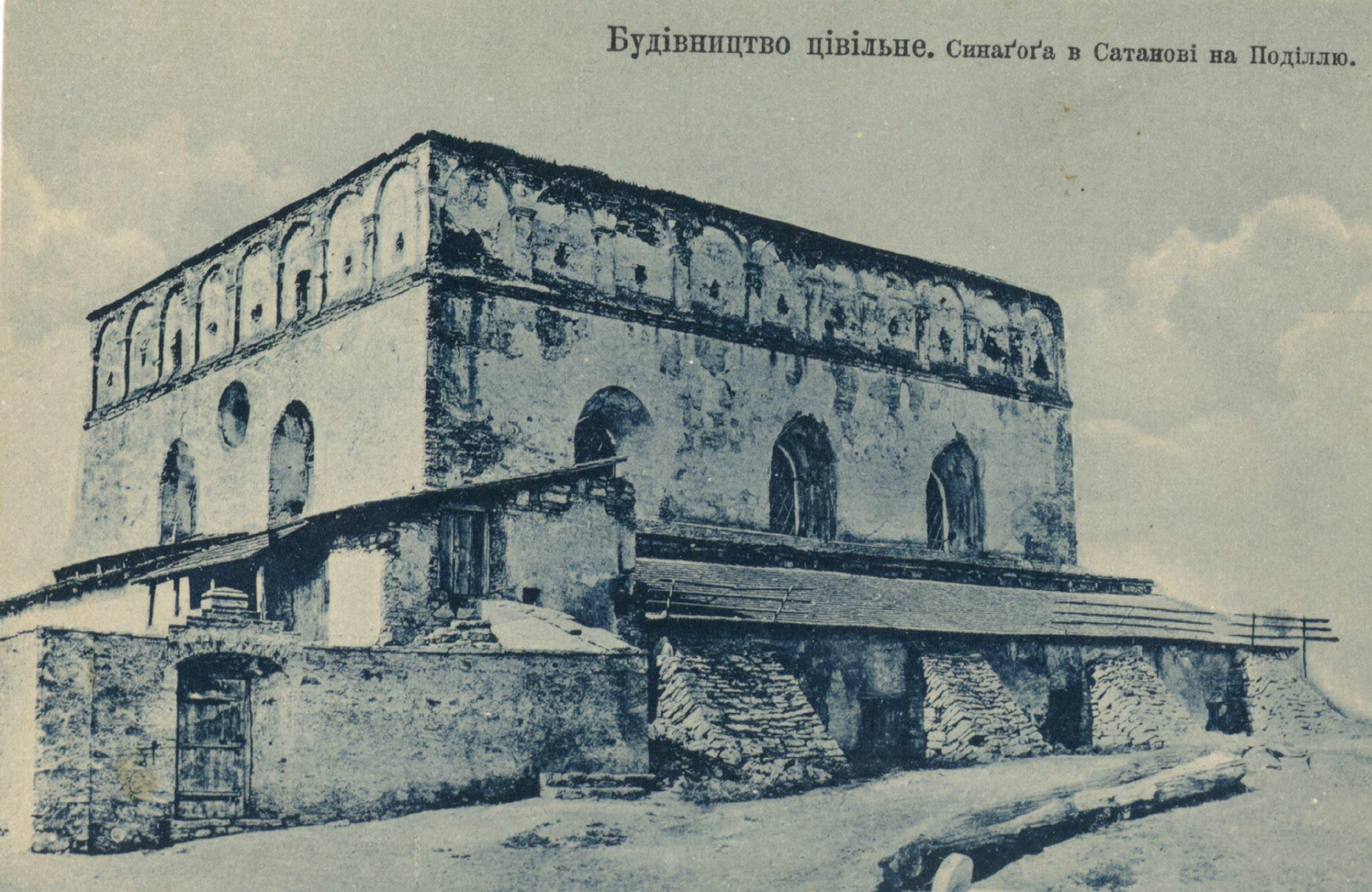
Оборонная синагога

Статус приграничного поселения сдерживал развитие Сатанова. Для обеспечения защиты жителей городка его владельцы Одровонжи построили на высоком берегу над Збручем замок. Но несмотря на это, Сатанов много раз дотла сжигали татары. Это вынудило польского короля Сигизмунда II в 1532 году на 8 лет освободить от податей его жителей. Льготы, которые Одровонжи предоставляли тем, кто поселялся на их землях, привлекали новых жителей.
Статус приграничного поселения, несмотря на опасность нападения татар, создавал благоприятные условия для развития торговли и ремёсел. Уже в 1565 году в Сатанове трудятся 15 ремесленников, в 1566 году — 50, а в 1583 году — 58 ремесленников 16 специальностей.
В конце XVI века в 3 вёрстах от городка возникает Свято-Троицкий монастырь, в стенах которого начинает свою деятельность Арсений Сатановский, выдающийся религиозно-просветительный деятель своего времени.
- 1617—1618 — татары дважды сжигают и грабят городок
- 1641 — Сатанов получает магдебургское право
- середина XVII века — начинает действовать братская школа
- 1648 — городок захватывают казаки
- 1651 — Сатанов сжигают татары
- 1667 — по Андрусовскому мирному договору Сатанов отходит Польше
- 1676 — городок захватывают турки; в кровавой битве погибло 4 тысячи жителей
- 1699 — Подолье возвращается Польше
- 1702 — в Сатанове и его окрестностях вспыхивает крестьянское восстание, которое было жестоко подавлено. Карательный отряд был размещён в Сатановском Свято-Троицком монастыре, там же проходили пытки и казни восставших.
- 1711 — в Сатанове остановился российский царь Пётр I, который возвращался из турецкого похода. Он жил в избе на околице городка. Эта изба сохранялась до середины XIX века.
- 1720-е годы — владелец Сатанова коронный гетман Адам Николай Сенявский укрепил замок и его стены и валы вокруг города
- С 1744 года в Сатанове ежегодно проводятся ярмарки, которые оказали значительное влияние на национальный состав и численность населения.
- 1780 — в Сатанове насчитывается 527 зданий

### 1793—1917
После третьего раздела Речи Посполитой Сатанов оказался в Российской империи и в 1796 году вошёл в состав Проскуровского уезда Подольской губернии. Владельцами городка в то время были Потоцкие.
- 1830 — в Сатанове было 688 дворов и 2786 жителей.
- 1861 — накануне реформы 1861 года в Сатанове насчитывалось 403 крепостных мужского пола.
- 1864 — население городка составляло 3199 жителей. 135 крестьянских дворов не имели земельных наделов и пользовались приусадебными участками, размеры которых колебались от 0,5 до 0,7 десятин.
- 1873 — население Сатанова составляет 4677 человек.

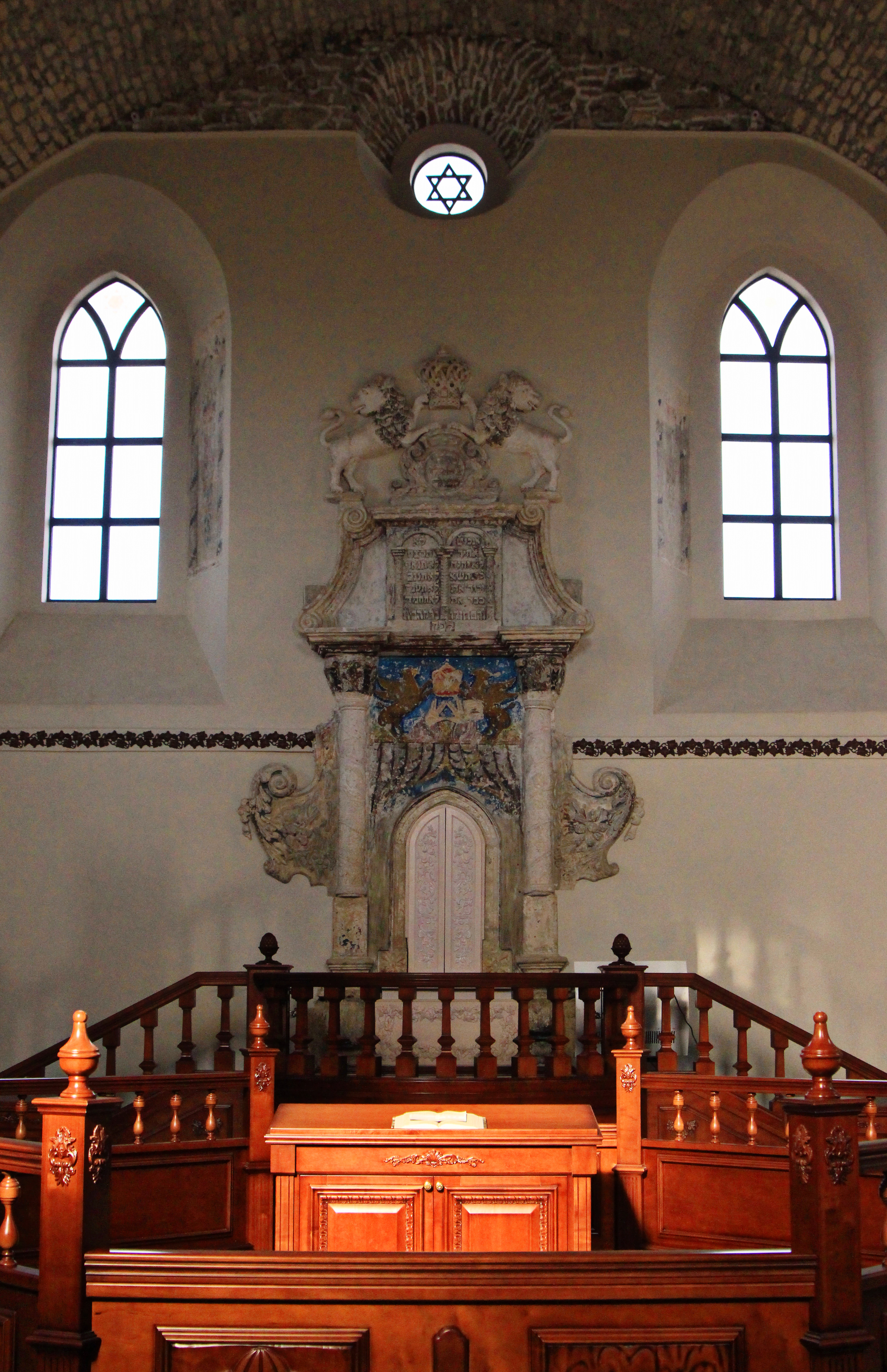
Синагогальный ковчег
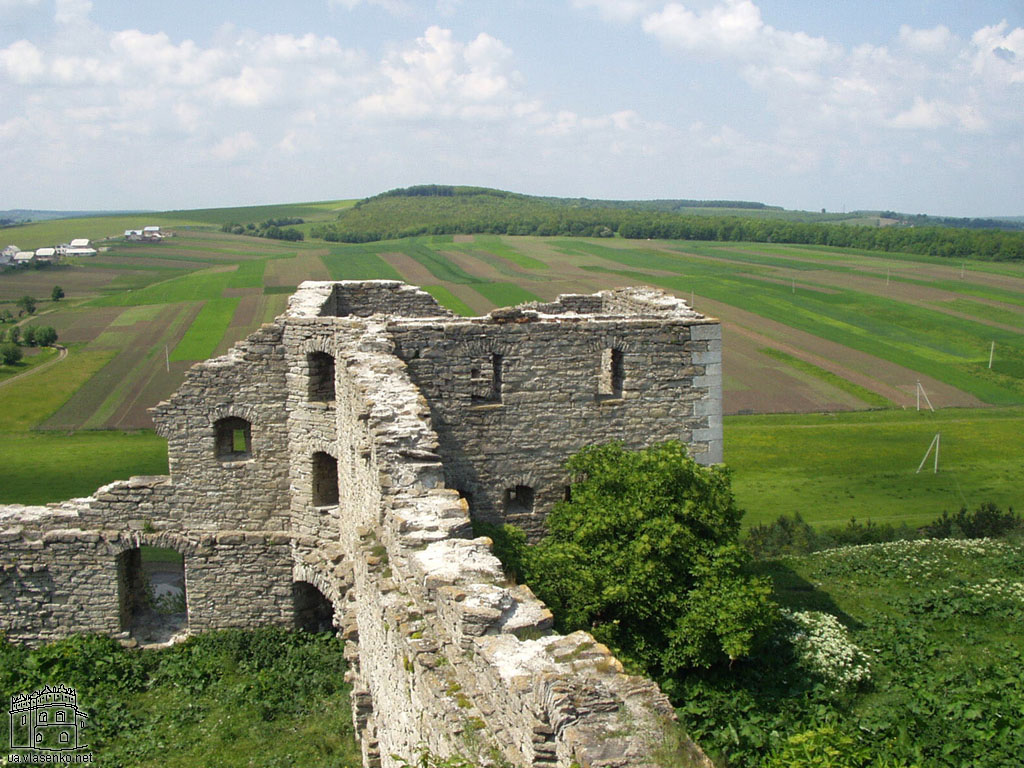
Сатановский замок
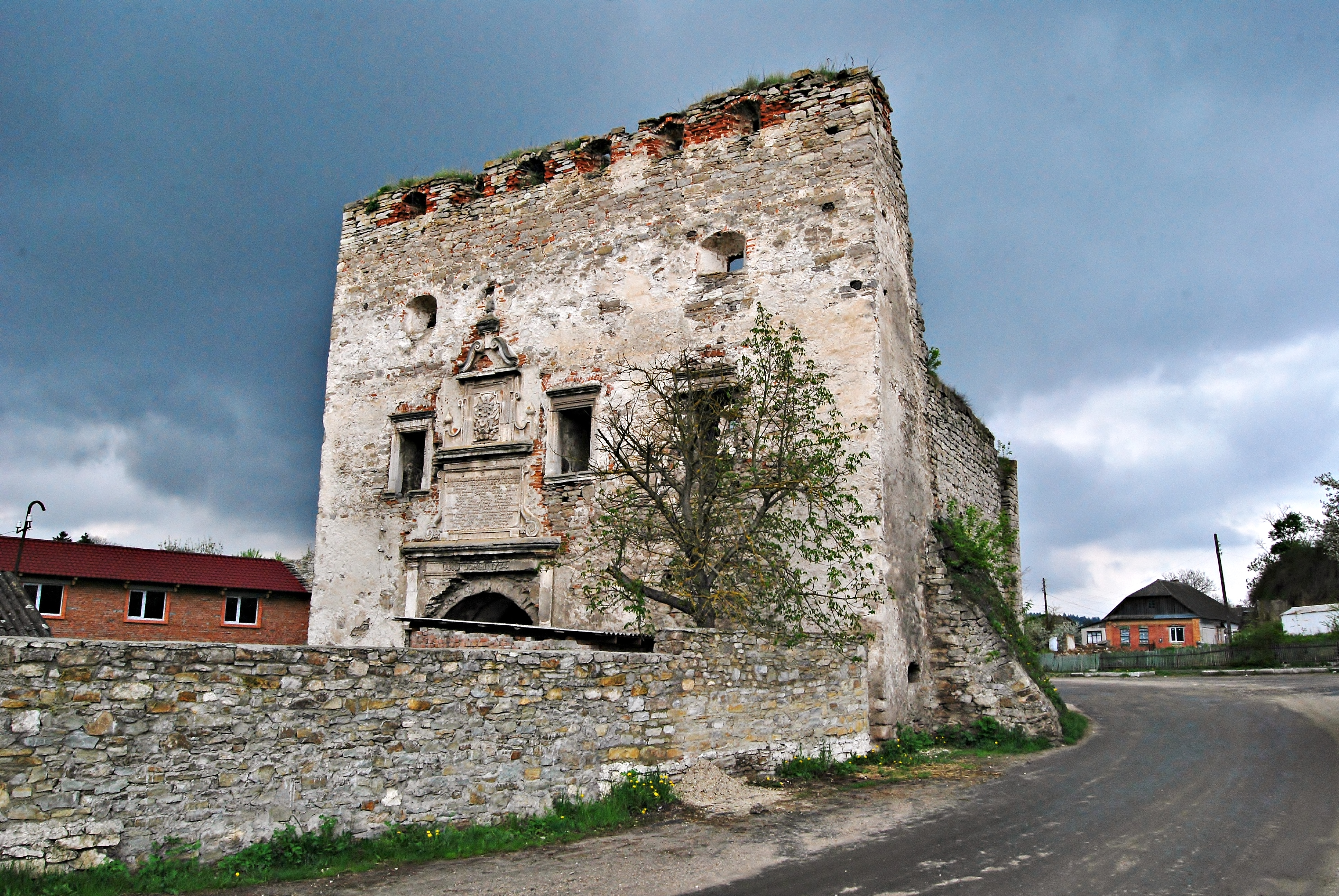
Городские ворота
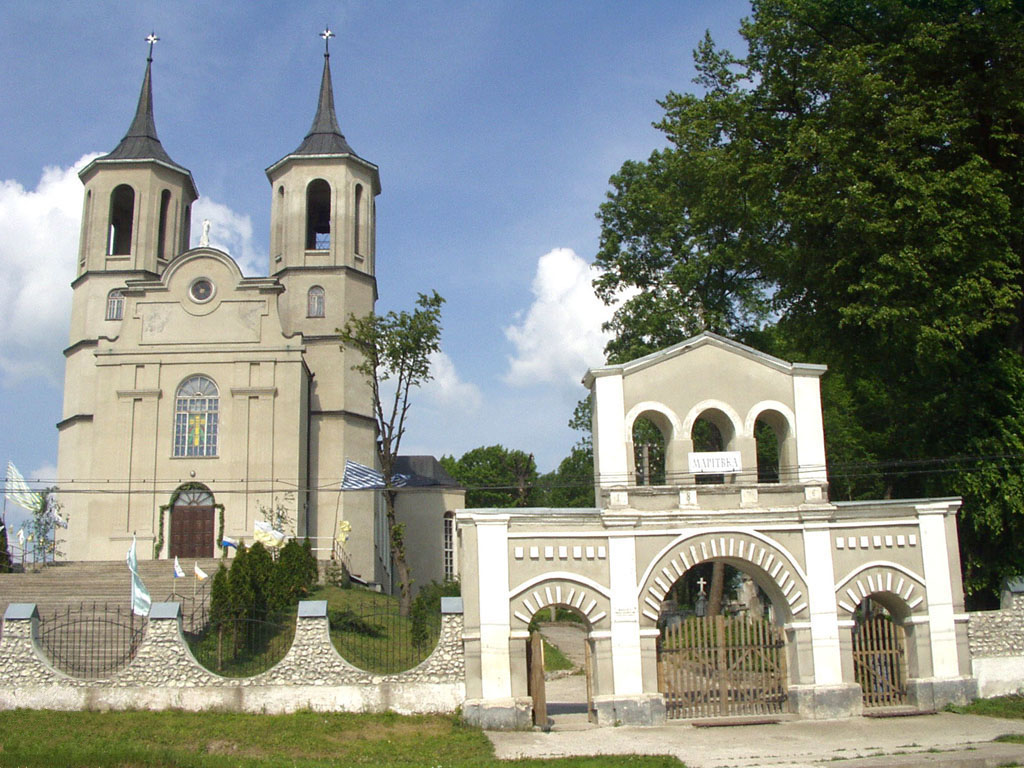
Костел св. Троицы
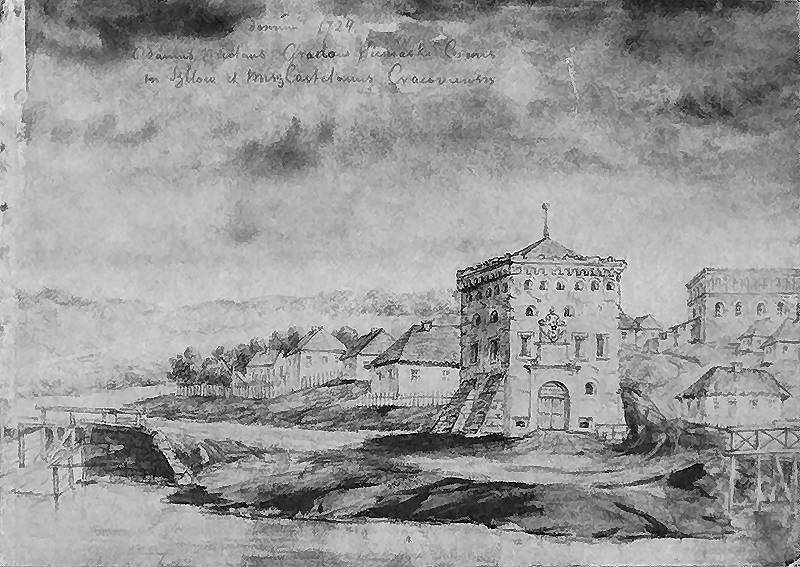
Городские ворота. Наполеон Орда, 1871

В 1900 году в местечке насчитывалось 5 тыс. человек, действовали слесарные мастерские, маслобойный завод, пивоваренный завод, три водяные мельницы и торговые лавки, а также две православные церкви, католический костел и еврейская синагога.
- начало XX в. — в Сатанове проходит 9 ярмарок в год, базар каждые две недели, торгует 81 лавка.
- 1911 — построена земская больница; работает приходская школа.
- ноябрь 1917 — в городке провозглашена Советская власть.

### 1918—1991

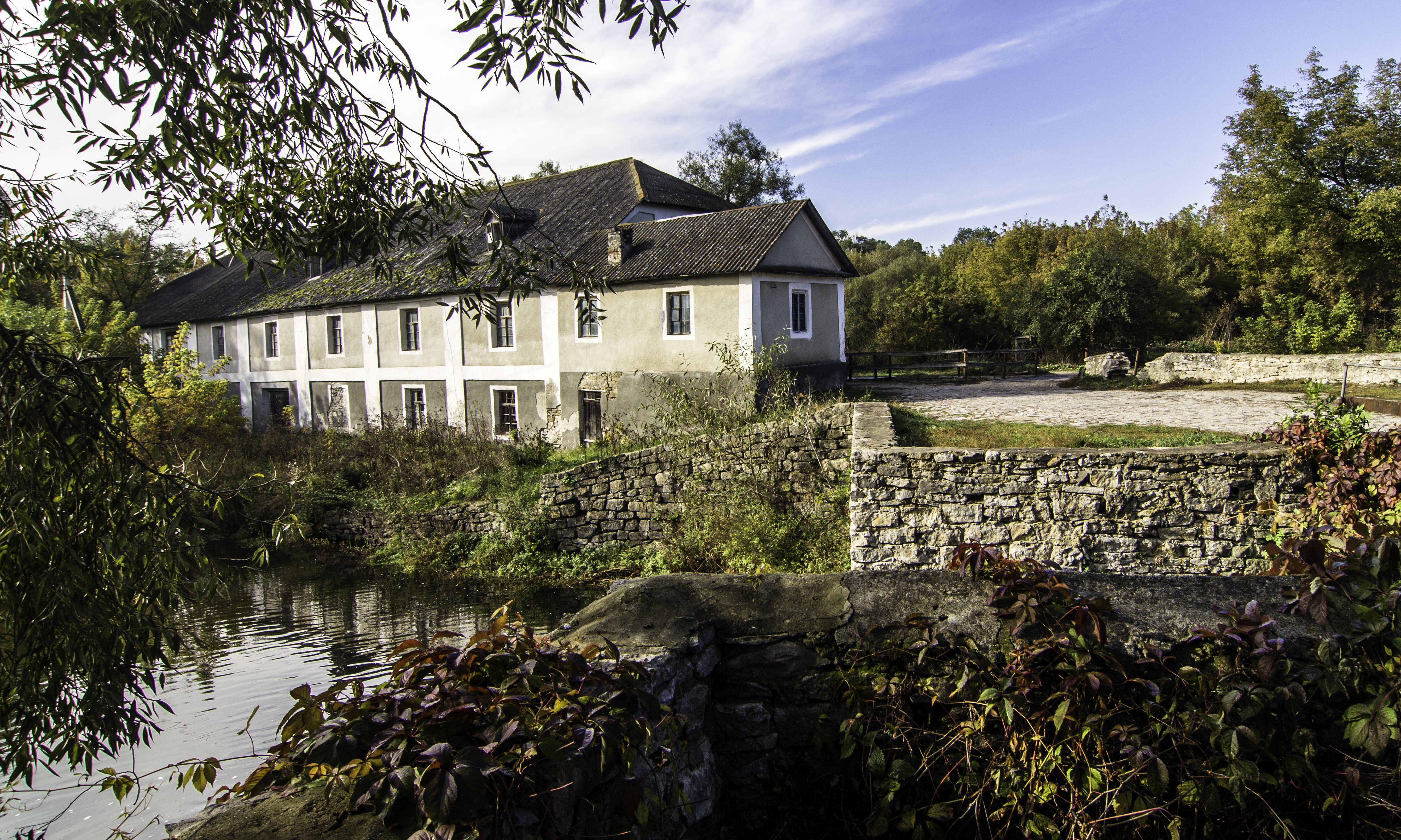
Водяная мельница XIX ст.

В 1923—1930 — Сатанов являлся центром Юринецкого района Проскуровского уезда.
В 1926 году была открыта начальная школа, в 1927 году — построена семилетняя школа
В 1930 году Сатанов вошёл в состав Винницкой области
- 1933 — построена Сатановская ГЭС; начинает выходить газета «Колхозная правда»
- 1937 — Сатанов входит в состав Каменец-Подольской области; завершено строительство средней школы;

В 1938 году Сатанов стал посёлком городского типа.
В ходе Великой Отечественной войны в 1941—1944 посёлок был оккупирован немецкими войсками, в ходе боевых действий и в период оккупации были разрушены ГЭС, МТС, поликлиники и 136 жилых зданий.
15 мая 1942 г. гитлеровцы и их пособники замуровали в подвалах двух старинных заброшенных домов 286 оставшихся евреев, в основном женщин, детей и стариков. В 1950 г. была предпринята частичная эксгумация останков.
В 1945—1950 посёлок был восстановлен: снова заработала ГЭС, отстроены жилые здания, построен плодоконсервный завод, приняты меры по озеленению посёлка — высажено более 200 деревьев, установлен памятник В. И. Ленину.
В 1966—1969 — построены 4 двухэтажных здания, дом для учителей, проведён водопровод, построена автостанция, заасфальтированы и освещены центральные улицы.
В 1975 году здесь действовали хлебозавод, сахарный завод, плодоконсервный завод и другие предприятия пищевой промышленности.
В 1989 году здесь был построен санаторий «Подолье» (архитектор Л. Водзинская).

### После 1991
В мае 1995 года Кабинет министров Украины утвердил решение о приватизации сахарного завода, в июле 1995 года было утверждено решение о приватизации консервного завода.
По состоянию на 1 января 2013 года население составляло 2408 человек.

## Экономика
Хлебозавод, консервный завод и др. предприятия[уточнить].

### Транспорт
Находится в 20 км от железнодорожной станции Закупное на линии Ярмолинцы—Копычинцы.

## Санатории
- Санаторий «Аква Вита Живая Вода»
- Санаторий «Збруч»: Санаторий «Збруч» создан в 1986 году в посёлке Сатановская Слобода на базе минеральных источников Збручанского месторождения .
- Санаторий «Перлина Поділля» («Жемчужина Подолья») создан в конце 1990-х на месте старых казарм
- Санаторий «Прованс»
- Санаторий «Товры»

### Фотографии санаториев

Санаторий «Збруч»
Санаторий «Перлина Поділля»
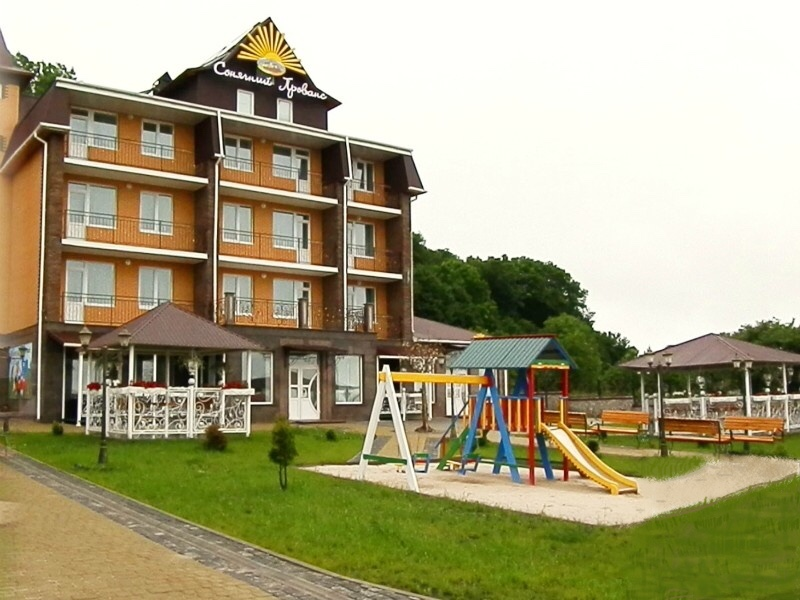
Гостинично-оздоровительный комплекс «Прованс»
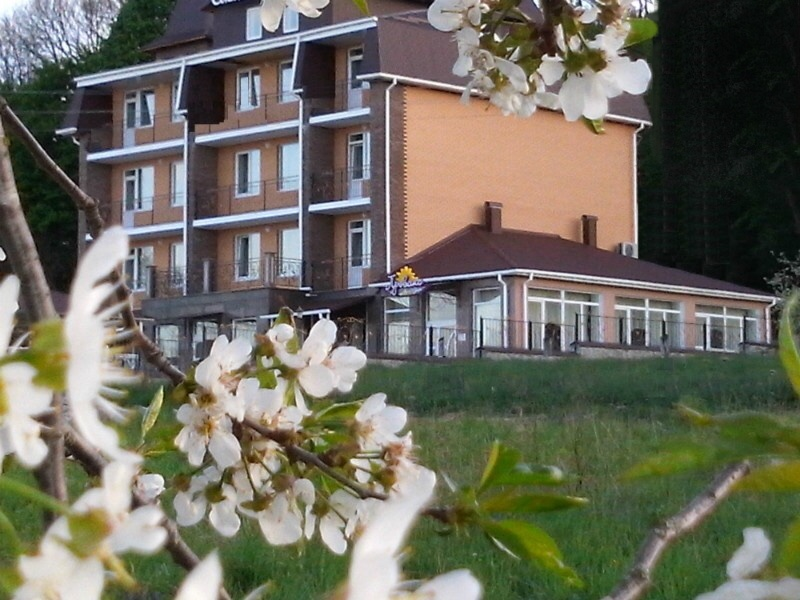
Гостинично-оздоровительный комплекс «Прованс» 2
Санаторий «Товтры»

## Памятники архитектуры
- Синагога (Базарная площадь).
- Замки, XIV—XVI веков.
- Въездные ворота, XV—XVI века.

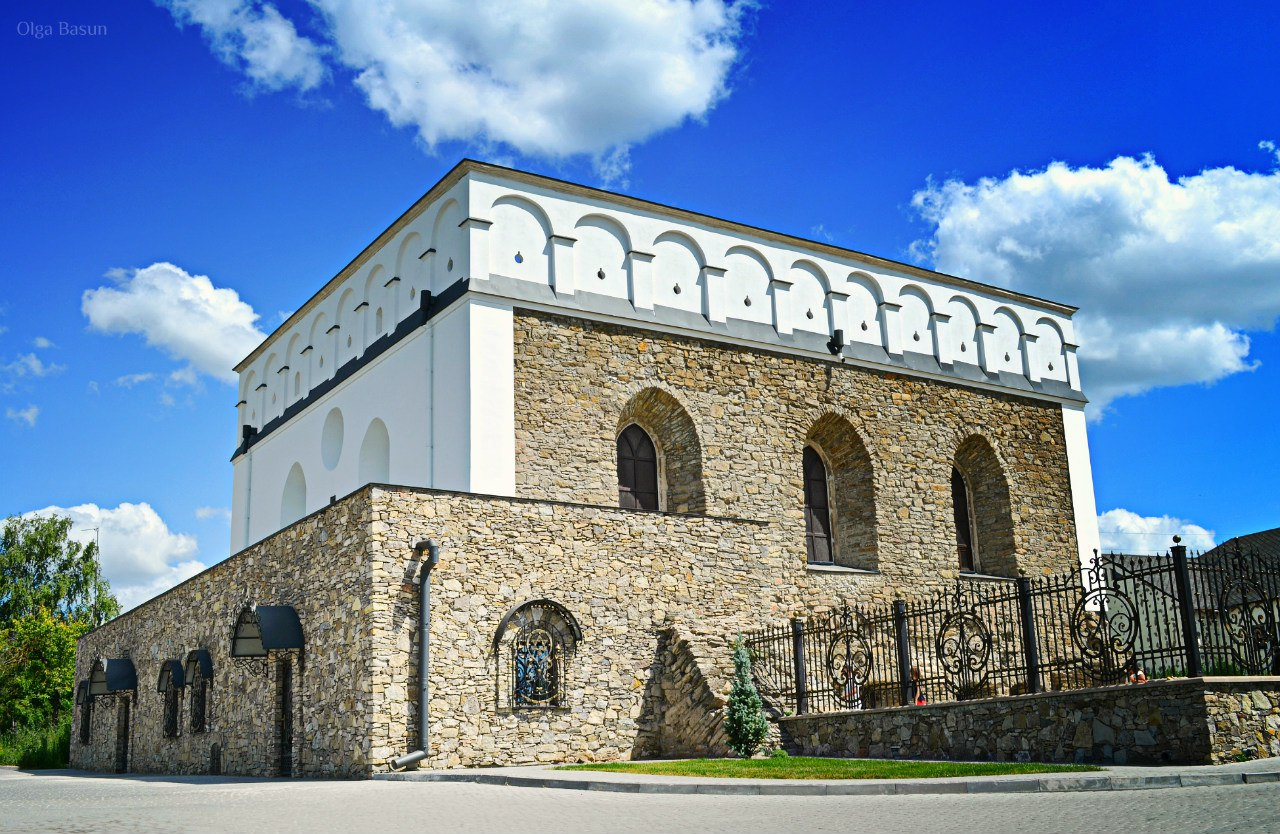
Синагога

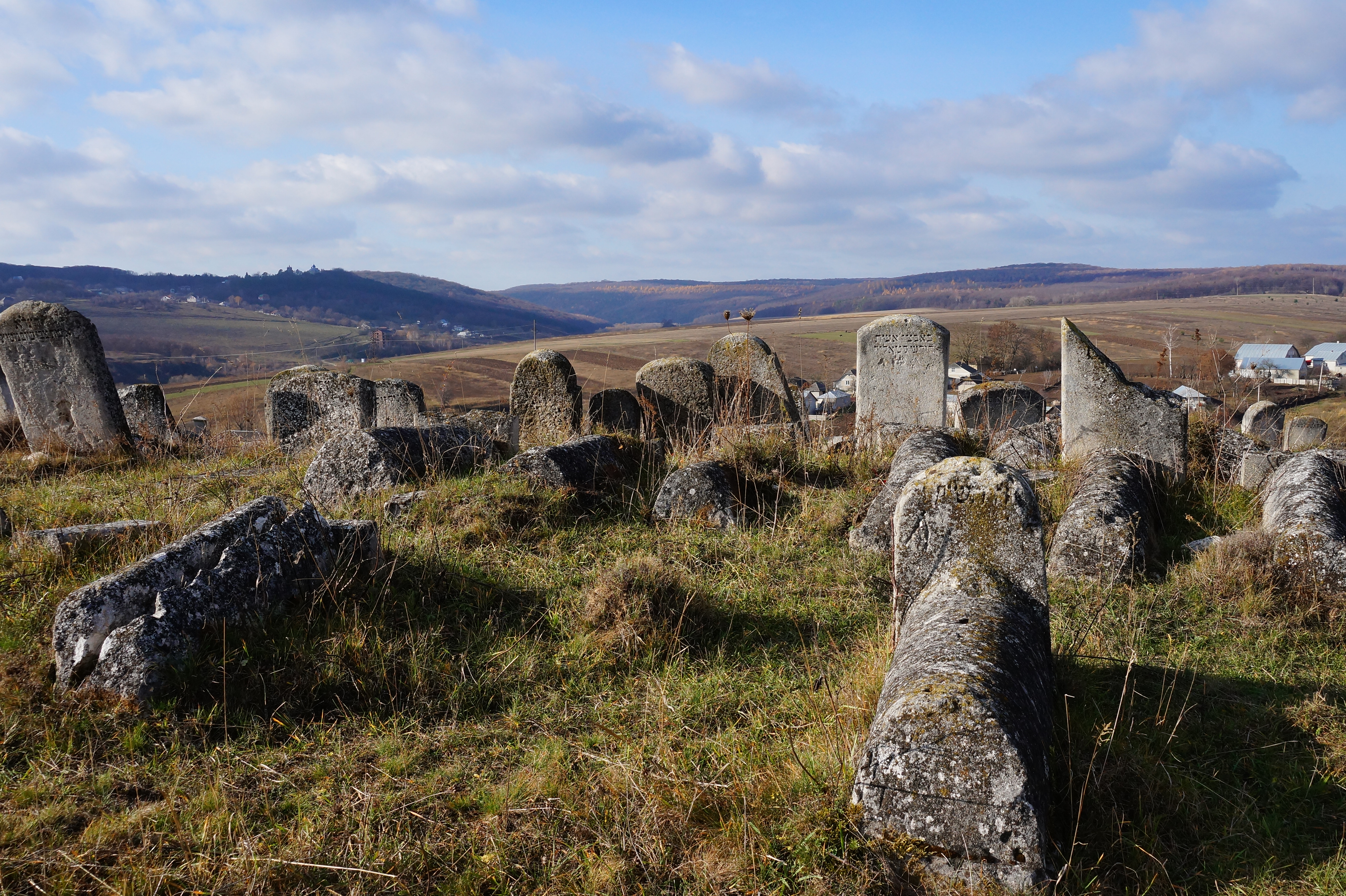
Старое еврейское кладбище

- Свято-Троицкий монастырь, XVI—XVIII вв. (Сатановская Слободка).
  - Троицкая церковь, первая пол. XVI века.
  - Звонница и кельи, первая пол. XVII века.
  - Въездные ворота, XVIII век.
- Скорбящий Иисус — один из старейших памятников на территории Украины, XVII ст.
- Водяная мельница XIX ст.
- Старое Еврейское кладбище в Сатанове.